# Meteorolog

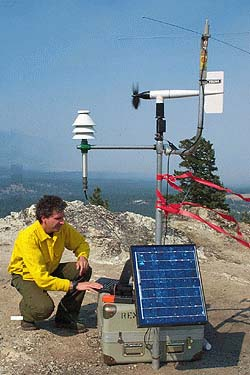
Meteorolog podczas pracy.

Meteorolog (synoptyk) – osoba prowadząca badania naukowe i opracowująca modele teoretyczne odnoszące się do składu, struktury i dynamiki atmosfery w powiązaniu z oddziaływaniem podłoża. Meteorolog przygotowuje również prognozy pogody.